# Jérôme Kaltenbach
Jérôme Kaltenbach est un chef d'orchestre français né le 2 mars 1946 à Paris.

## Biographie
Jérôme Kaltenbach naît le 2 mars 1946 à Paris.
Il étudie au Conservatoire national supérieur de musique de Paris avec Georges Hugon, en harmonie, Claude Ballif et Jacques Castérède, en analyse musicale, ainsi qu'au Conservatoire de Rouen avec Jean-Sébastien Béreau, en direction d'orchestre.
En 1972, il se perfectionne à l'Académie Chigiana de Sienne puis pendant un an à l'Académie nationale Sainte-Cécile de Rome auprès de Franco Ferrara et en Allemagne de l'Est auprès d'Arvid Jansons en 1974.
Au Conservatoire de Paris, il est élève en direction de Manuel Rosenthal et Jean Martinon entre 1973 et 1976.
Jérôme Kaltenbach est lauréat du Concours international de jeunes chefs d'orchestre de Besançon en 1973 et 1974, obtient un 1er prix au Conservatoire national supérieur de Paris et remporte un 2d prix au Concours international Min-On de Tokyo en 1975.
Il est chef stagiaire de l'Opéra-Studio de Paris en 1974 et 1975 puis assistant de Jean Fournet à l'Orchestre d'Île-de-France en 1975 et 1976. À partir de 1978, il dirige l'Orchestre Ad Artem de Metz.
Entre 1979 et 1998, Jérôme Kaltenbach est directeur musical de l'Orchestre symphonique et lyrique de Nancy et directeur de la musique du Grand Théâtre de Nancy.
En 1982 et 1983, à la fondation de l'Orchestre français des jeunes, il devient le premier directeur musical de la formation.
En 2002, Jérôme Kaltenbach fonde en Limousin le centre culturel de la Ferme de Villevard, dont il est directeur musical.
Entre 2010 et 2013, il est chef associé de l'Orchestre de Limoges et du Limousin.
À la baguette, il a créé des œuvres d'André Bon (Le Rapt de Perséphone, opéra, 1987) et Philippe Hersant (Cinq Pièces pour orchestre, 1998), notamment.

## Discographie
- Marius Constant : 4 Concertos, cor, orgue de barbarie, saxophone, trombone, 1990, Orchestre symphonique et lyrique de Nancy, dir. Jérôme Kaltenbach, éd. Erato.
- Henri Duparc : Mélodies, Lenore, Aux étoiles, Danse lente, 1993, Orchestre symphonique et lyrique de Nancy, dir. Jérôme Kaltenbach, éd. Accord.
- Manuel Rosenthal : Les petits métiers, Trois poèmes de Marie Roustan, Deux poèmes de Jean Cassou, Trois pièces liturgiques, Musique de table, 1995, Orchestre symphonique et lyrique de Nancy, dir. Jérôme Kaltenbach, avec la soprano Catherine Dubosc, éd. Naxos.
- Ernest Chausson : Symphony in B flat major, Poème, Viviane, 1998, Orchestre symphonique et lyrique de Nancy, dir. Jérôme Kaltenbach, avec Laurent Korcia, éd. Naxos.
- Erik Satie : Parade, Trois Gymnopédies, Mercure, Relâche, 1999, Orchestre symphonique et lyrique de Nancy, dir. Jérôme Kaltenbach, éd. Naxos.